# 太空歌劇

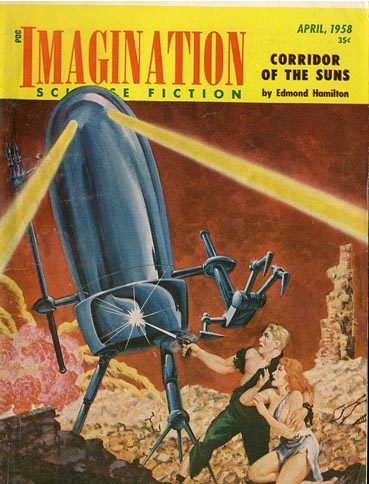
科幻雜誌《想像》的封面，1958年4月，描繪了一個太空歌劇的場面

太空歌劇（英語：Space opera，或稱「宇宙史詩」）是科幻和太空戰爭下的一個子類型，一般泛指将故事的背景舞台設定在外太空的史詩科幻作品，如同其他背景下的通俗冒險故事或騎士文學一般強調故事的戲劇性，而不像硬科幻強調科學的考證，也不同軟科幻強調啟發性。
太空歌劇不著重冷硬的科學知識，而是把舞台放在廣袤的太空中，藉由引入地球、太陽系中其他行星、或是假想星球營造壯闊的地圖，讓人物穿梭其中來展開故事。通常此類型作品可以說是直接把現實的故事，放到太空或外星的架空背景中。人物的思想和言行，與現實中的人物，甚至歷史相近，甚至常影射現實或歷史上真實存在的組織與社會制度，如君主專制國家和神權政治的教會。这类小说的背景通常是庞大的银河帝国或繁复的异星文化，情节混合动作和冒险，是道地的宇宙英雄罗曼史。
辨别一部太空题材的科幻作品是否為太空歌剧，其重要的标准為它是否严格地按照天文学、宇航技术的知识展开情节。如果在一部科幻题材作品中，所有的情节都是严格按照已有的天文学和宇航技术展开的，那么它就是一般向太空题材的科幻作品。而在太空歌剧里，太空只是冒险的场所，现有的科学常识并不是限制人们想象力的枷锁。《星球大战》（Star Wars）及《星际旅行》（Star Trek）系列作品可算是此類型作品的代表。

## 語源
太空歌劇这一术语与歌剧这一传统音乐形式并没有关系，而是從「西部劇」（英語：Horse opera）和「肥皂劇」（英語：Soap opera）中延伸出来的，因此太空歌劇也可以理解成是在太空背景下上演的肥皂剧。有時太空歌劇是「太空戲劇」（英語：Space drama）和「太空幻想」（英語：Space fantasy）的代名詞。

## 起源與發展
類似太空歌劇的作品，首先於十九世紀的埃德加·賴斯·巴勒斯的《火星公主》(即異星爭霸戰：尊卡特傳奇的原著)，但嚴格上那應當是「科學奇幻」小說，因該作主角被神秘的力量召喚到火星，而創作當時人們認為火星是一個地球相似的攣生行星。而以人類和外星人或異世界人如人類一般談戀愛，也是太空劇一個常見題材。
一般認為太空歌劇起源於二十世紀20年代前美國的雜誌如《驚奇故事集》（Amazing Stories）上，連載了一些試圖把牛仔和偵探故事搬上太空或外星上發生，封面常有半裸的少女和持著光線槍甚至刀劍的男主角。
一般以愛德華‧艾默‧史密斯的透鏡人和宇宙雲雀，艾德蒙‧漢彌頓的太空突擊隊（未來隊長），Philip Francis Nowlan的二十五世紀宇宙戰爭（Buck Rogers），為早期太空歌劇代表，同期常有在當時認為有生物的太陽系的其他行星上，發生人類和外星怪獸戰鬥的劇情，而被取了個渾名「大眼怪獸故事集」。而史密斯更有太空歌劇之父之譽。
而在戰後太空歌劇阿西莫夫的銀河帝國系列和基地系列後大盛，其他著名的太空歌劇如法蘭克·赫伯特的沙丘，但因為其都有種對封建農業或君主專制社會的鄉愁，和科幻的基調矛盾，而沒有受到非科幻迷的普遍接受。

## 新派太空歌劇盛行
但在六十年代後期，拉瑞·尼文的小說已知空間（Known Space）和電視劇星空奇遇記系列，開始引入了在科技上較合理的元素（如圓環世界），使得不像傳統太空歌劇那麼荒誕，稱為新派太空歌劇。
七十年代電影星球大戰後，出現很多新奇機器和道具，以精彩的戰鬥和動作場面，人物的奇裝異服招來觀眾，甚至本來只是被認為是科幻邊緣的變種，成為了公眾所認知的科幻典型主流（見討論頁）。
異形系列則在人類和外星怪獸在其他行星上戰鬥的劇情上，引入了恐怖電影和生物工程要素，人類試圖馴化外星非智慧生物反而成為了其寄生和產卵的道具，使到觀眾反思人和其他生物關係到底誰才是統治者。
星際大爭霸系列，則以人類和人類或外星人造的機器人間的戰爭為題，首次引入了人工智慧叛變和賽博龐克等元素，反思了人性在宇宙中地位，表達智人不是唯一的未來。
而兩片大受好評改變了太空歌劇的傳統人性不變條件。
同期在日本興起了以戰爭、政治與軍事題材的科幻動畫和科幻小說，如機動戰士鋼彈系列、宇宙戰艦大和號系列和銀河英雄傳說等，皆有使用上述作品的元素。還有人試圖把太空歌劇的元素引入硬科幻中，如星界的紋章系列等。

## 題材和爭論
太空歌劇故事多主要圍繞著傳統文藝的題材：
- 戰爭：星球大戰系列、星際大爭霸系列、海柏利昂詩篇系列、銀河英雄傳說系列、星界的紋章系列、超時空要塞系列
- 政爭：機動戰士高達系列和宇宙戰艦大和號系列
- 犯罪或偵探：透鏡人和太空突擊隊
- 探險：異形系列、星空奇遇記系列、拉瑞·尼文的已知空間（Known Space）系列
- 開拓：螢火虫和水星領航員
- 家庭倫理：迷失太空（Lost in space）和銀河鐵道999
- 愛情：星球索拉羅斯和天地無用
- 宗教：星際之門系列。

太空歌劇因為富於「歷史感」，常把未來和歷史類比，故常被認為不是真正科幻的，最重要原因是為了戲劇性和故事性，而以歷史為藍本設定故事需要的科技和自然宇宙觀，而不一定建立在結實的科學考證上。
雖然太空劇比較少認同正面的新人類的提法，但也避免了寫人在未來會退化成食人或吸血鬼的人種。所以太空劇的氣氛常比較很多其他類型的科幻樂觀，而且支持者認為太空歌劇啟發了人對太空的關心。
然而，有人認為硬科幻和太空劇的分界其實很模糊，甚至有重疊的時候。曾有人把異形、已知空間系列視為硬科幻，日本的ARIEL系列亦有人同時分類為硬科幻（ハードSF（页面存档备份，存于））和太空劇（スペースオペラ（页面存档备份，存于））。

## 代表作品

### 電影

#### 1.星際大戰系列（天行者傳奇）
依故事時間線排序↓

##### 1-1前傳三部曲
- 《星際大戰首部曲：威脅潛伏》（1999年）
- 《星際大戰二部曲：複製人全面進攻》（2002年）
- 《星際大戰三部曲：西斯大帝的復仇》（2005年）

##### 1-2正傳三部曲
- 《星際大戰四部曲：曙光乍現》（1977年）（三部曲的19年後）
- 《星際大戰五部曲：帝國大反擊》（1980年）
- 《星際大戰六部曲：絕地大反攻》（1983年）

##### 1-3後傳三部曲
- 《星際大戰七部曲：原力覺醒》（2015年）（六部曲的30年後）
- 《星際大戰八部曲：最後的絕地武士》（2017年）
- 《星際大戰九部曲：天行者的崛起》（2019年）

#### 2. 星際大戰外傳（Standalone（英语：Standalone film））
- 《星際大戰外傳：俠盜一號》（2016年）（結局無縫接軌《四部曲：曙光乍現》開頭）
- 《星際大戰外傳：韓索羅》（2018年）（《四部曲：曙光乍現》的十年之前）
- 《曼達洛人與古古》（2026年5月22日）
- 《星際大戰：星際鬥士》（2027年5月28日）[3]

#### 3.異形系列（太空歌劇 +生物龐克）
- 《普羅米修斯》（2012年）（背景設定於2089年）
- 《異形：聖約》（2017年）（背景設定於2104年）
- 《異形：羅穆路斯》（2024年）（背景設定於2142年）

#### 4.沙丘系列（太空歌劇 +銀河帝國）
- 《沙丘》（2021年）
- 《沙丘：第二部》（2024年）
- 《沙丘 3》（2026年12月）[4][5]
- 《沙丘 4》[6]

#### 5. 其他系列
- 《星艦迷航記電影系列》（1979年－2016年）
- 《星際之門》（1994年）
- 《第五元素》（1997年5月）
- 《星艦戰將》（1997年11月）
- 《LIS太空號》（1998年）
- 《冰凍星球》（2000年）
- 《衝出寧靜號》（2005年）
- 《星際效應》（2014年）（太空歌劇 + 硬科幻）
- 《朱比特崛起》（2015年）
- 《星際特工瓦雷諾：千星之城》（2017年）
- 《反叛之月 第1部：火之女》（2023年）（Netflix）
  - 《反叛之月 第2部：烙印之人》（2024年）
- 《邊緣禁地》（2024年）

### 電視

#### 1.星際大戰電視劇列表（Star Wars）（Disney+）
依故事時間線排序↓

##### 首部曲之前
- 《侍者》（2024年）（首部曲的100年前）

##### 介於三部曲和四部曲之間
- 《歐比王·肯諾比》（2022年5月）（三部曲的10年後）
- 《安道爾》（2022年9月）

##### 介於六部曲和七部曲之間
- 《曼達洛人》（2019年）（六部曲的5年後）
  - 《波巴·費特之書》（2021年）（曼達洛人的衍生影集）
  - 《亞蘇卡》（2023年）（曼達洛人的衍生影集）
- 《星際大戰：骨幹小隊》（2024）（六部曲的9年後）

#### 3.Syfy系列
- 《星際之門：SG-1》（1997年）（Showtime → Syfy）
- 《沙丘魔堡：世紀之戰》（2000年）（Syfy）
- 《太空堡壘卡拉狄加》（2005年）（Syfy）
- 《暗物質》（2015年6月）（Syfy + SPACE）
- 《太空無垠》（2015年12月）（Syfy → Amazon）
- 《暗夜飛行者》（2018年）（Syfy）

#### 4. 其他系列
- 《巴比倫五號》（1994年）
- 《螢火蟲》（2002年）
- 《星際之門：起源（英语：Stargate Origins）》（2018年2月）
- 《太空迷航》（2018年4月）（Netflix）
- 《起源號》（2018年11月）
- 《基地》（2021年9月）
- 《星際牛仔》（2021年11月）（Netflix）
- 《光环》（2022年）
- 《沙丘：預言》（2024年）（HBO）（《沙丘》的一萬年前）

#### 5. 待上映
- 《異形：地球》（2025年）（背景設定於2120年）
- 《戰錘40000》（Amazon）[7][8]

### 動畫
- 《星際大戰：複製人之戰》（2008年）
  - 《星際大戰：瑕疵小隊》（2021年）（複製人之戰的衍生作品）
  - 《絕地往事（英语：Tales of the Jedi (TV series)）》（2022年）（複製人之戰的衍生作品/前傳）
- 《星際大戰：反抗軍起義》（2014年）
- 《星際大戰：視界》（2021年）

### 電玩

#### 星際大戰系列
依故事時間線排序↓

##### 首部曲之前
- 《星際大戰：舊共和國武士》（2003年）（電影正傳4000年前）
- 《星際大戰舊共和國武士II：西斯領主》（2004年）
- 《星際大戰：舊共和國》（2011年）（舊共和國武士的500年後）

##### 介於三部曲和四部曲之間
- 《星際大戰 絕地：組織殞落》（2019年）（三部曲之後5年）
- 《星際大戰 絕地：倖存者》（2023年）
- 《星際大戰：原力釋放》（2008年）（緊接四部曲之前）
- 《星際大戰：原力釋放II》（2010年）

### 小說
- 愛德華‧艾默‧史密斯的《透鏡人》
- 史坦尼斯勞·萊姆的《索拉里斯星》
- 艾德蒙‧漢彌頓的《太空突擊隊》
- Philip Francis Nowlan的《二十五世紀宇宙戰爭（Buck Rogers）》
- 阿西莫夫的《機械人系列》、《銀河帝國系列》、《基地系列》
- 法蘭克·赫伯特的《沙丘》系列
- 丹·西蒙斯的《海柏利昂詩篇》系列
- 拉瑞·尼文的《已知空間》系列（如圓環世界）
- 田中芳樹的《銀河英雄傳說》系列
- 森岡浩之的《星界的紋章》和《星界的戰旗》系列

## 資料來源
1. ↑  <圖解太空船>，ISBN 9789866712500
2. ↑  .   [2009-01-16]. （原始内容存档于2009-05-15）.
3. ↑  作者. . 出版者. 2025-04-18  [查閱日期] （語言）. 引用的相關原文
4. ↑  作者. . 出版者. 2024-06-29  [查閱日期]. （原始内容存档于2024-06-30） （語言）. 引用的相關原文
5. ↑  作者. . 出版者. 2025-02-18  [查閱日期]. （原始内容存档于2025-02-20） （語言）. 引用的相關原文
6. ↑  作者. . 出版者. 2025-01-02  [查閱日期] （語言）. 引用的相關原文
7. ↑  作者. . 出版者. 2023年12月19日  [查閱日期]. （原始内容存档于2024年4月23日） （語言）. 引用的相關原文
8. ↑  作者. . 出版者. 2024年4月21日  [查閱日期]. （原始内容存档于2024年4月22日） （語言）. 引用的相關原文